# Луги (Поставский район)
Луги (белор. Лугi) — деревня в Поставском районе Витебской области Белоруссии. Входит в состав Дуниловичского сельсовета.

## География
Деревня расположена в 45 км от города Поставы и в 21 км от железнодорожной станции Воропаево.

## История
В начале ХХ столетия — деревня в Дуниловичской волости Вилейского уезда Виленской губернии.
В 1905 году — деревня, 140 жителей, 252 десятины земли.
В результате советско-польской войны 1919—1921 гг. деревня оказалась в составе Срединной Литвы.
С 1922 года — в составе Дуниловичского повета Виленского воеводства Польши (II Речь Посполитая).
В 1923 году — 161 житель.
В сентябре 1939 года деревня была присоединена к БССР силами Белорусского фронта РККА.
С 12 октября 1940 года — в Сергеевском сельсовете Дуниловичского района Вилейской области БССР.
С 16.07.1954 года — в Дуниловичском сельсовете.
С 20.01.1960 года — в Поставском районе.
В 1963 году — 38 дворов, 132 жителя.
В 2001 году — 8 дворов, 12 жителей, колхоз «Родина».